# Big Time (film, 1929)

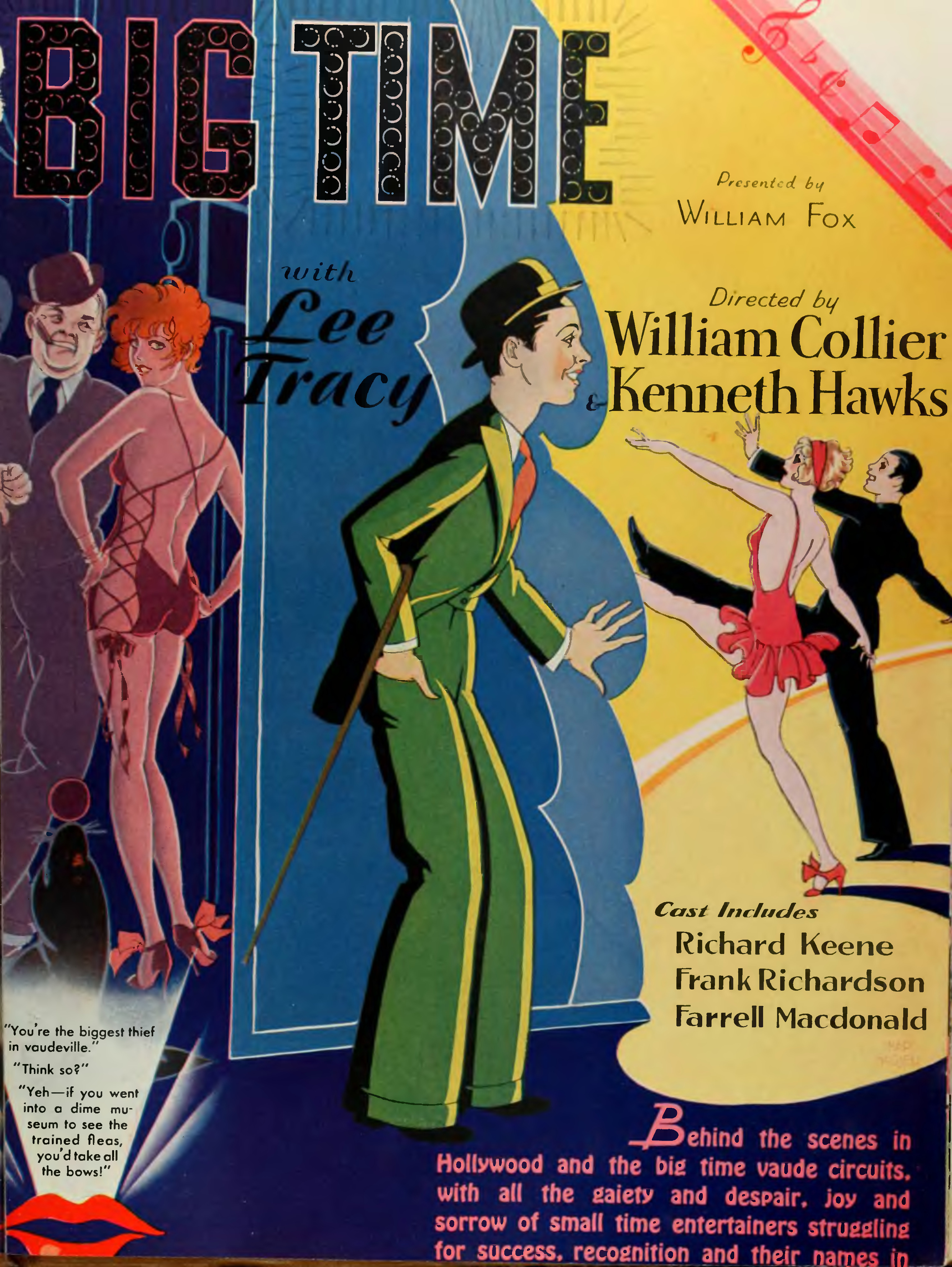
Annonce de Big Time dans le magazine Film Daily.

Pour les articles homonymes, voir Big Time.
Big Time est un film américain pré-Code réalisé par Kenneth Hawks (frère de Howard Hawks),  sorti en 1929.

## Fiche technique
- Réalisation : Kenneth Hawks
- Scénario : Sidney Lanfield, William K. Wells d'après une histoire de Wallace Smith
- Photographie : L. William O'Connell
- Montage : Alfred DeGaetano
- Genre : Drame[2]
- Production : Fox Film Corporation
- Durée : 87 minutes
- Date de sortie : 
  - États-Unis : 7 septembre 1929

## Distribution
- Lee Tracy : Eddie Burns
- Mae Clarke : Lily Clark
- Daphne Pollard : Sybil
- Josephine Dunn : Gloria
- Stepin Fetchit : Eli

Le réalisateur John Ford fait une apparition dans son propre rôle